# Minskaja (metropolitana di Mosca)
Minskaja (in russo Минская?) è una stazione della Metropolitana di Mosca situata sulla Linea Kalininskaja-Solncevskaja, è stata inaugurata il 16 marzo 2017.